# 淡水美洲原銀漢魚
淡水美洲原銀漢魚，為輻鰭魚綱銀漢魚目擬銀漢魚科的其中一種，被IUCN列為易危堡育類動物，分布於美國北卡羅萊納州沃卡莫湖流域，為亞熱帶淡水魚類，體長可達8公分，棲息在沙泥底質的開放水域，成群活動，生活習性不明，可做為食用魚及餌魚。